# 20 000 złotych 1994 75 lat Związku Inwalidów Wojennych RP
20 000 złotych 1994 75 lat Związku Inwalidów Wojennych RP – okolicznościowa moneta o nominale dwadzieścia tysięcy złotych, wprowadzona do obiegu 8 kwietnia 1994 r. zarządzeniem z 10 marca 1994 r. (M.P. z 1994 r. nr 19, poz. 149), wycofana z dniem denominacji z 1 stycznia 1995 r., rozporządzeniem prezesa Narodowego Banku Polskiego z dnia 18 listopada 1994 r. (M.P. z 1994 r. nr 61, poz. 541).

## Awers
W centralnym punkcie umieszczono godło – orła w koronie, po bokach orła rok „1994”, dookoła napis „RZECZPOSPOLITA POLSKA”, na dole napis „ZŁ 20000 ZŁ”, pod łapą orła znak mennicy w Warszawie, całość otoczona perełkami.

## Rewers
Na tej stronie monety znajduje się odznaka Związku Inwalidów Wojennych RP, poniżej róża, całość otoczona ozdobnym wzorem, dookoła napis „75 LAT ZWIĄZKU INWALIDÓW WOJENNYCH RP 1919–1994”, na dole monogram projektanta.

## Nakład
Monetę bito w Mennicy Państwowej, w miedzioniklu, na krążku o średnicy 29,5 mm, masie 10,8 grama, z rantem ząbkowanym, w nakładzie 76 000 sztuk, według projektów:
- Ewy Tyc-Karpińskiej (awers) oraz
- Andrzeja Nowakowskiego (rewers).

## Opis
Z okresu przeddenominacyjnego III Rzeczypospolitej, jest monetą obiegową z wizerunkiem okolicznościowym o najmniejszym nakładzie. Moneta była w obiegu niecałe dziewięć miesięcy.

## Powiązane
Z identycznym rysunkiem rewersu Narodowy Bank Polski wyemitował monetę kolekcjonerską z roku 1994, w srebrze Ag750, o nominale 200 000 złotych, średnicy 32 mm, masie 16,5 grama, z rantem gładkim. 

## Wersje próbne
Istnieje wersja tej monety należąca do serii próbnej w niklu, wybita w nakładzie 500 sztuk oraz wersje próbne technologiczne w miedzioniklu:
- z napisem „PRÓBA”, w nieznanym nakładzie,
- z nominałem 2 złote, bez napisu „PRÓBA”, w nieznanym nakładzie.